# Okunkowo
Okunkowo – jezioro wytopiskowe w Polsce położone w województwie pomorskim, w powiecie kartuskim, w gminie Kartuzy na Pojezierzu Kaszubskim ("Kartuski Obszar Chronionego Krajobrazu") przy turystycznym szlaku  Kartuskim. Jezioro znajduje się na obszarze wsi Mezowo.
Ogólna powierzchnia: 8,64 ha